# عهدنامه دوستی آنگلو-ژاپن
عهدنامه دوستی آنگلو-ژاپنی (به ژاپنی: 日英和親条約 Nichi-Ei Washin Jōyaku) اولین قرارداد تجاری مابین بریتانیا و امپراتوری ژاپن تحت سلطه شوگون سالاری توکوگاوا بود که در ۱۴ اکتبر ۱۸۵۴ به امضا رسید.
| فقره | خلاصه                                                                                                 |
| ---- | --- |
| I    | بازشدن بندرهای ناگازاکی و هاکوداته برای ورود کشتی‌های بریتانیایی برای تهیه مایحتاج کشتی و تعمیر        |
| II   | تعیین تاریخ برای بازکردن بازشدن بندرهای ناگازاکی و هاکوداته، با موافقت بریتانیا جهت رعایت قوانین محلی |
| III  | بندرهای دیگر تنها در وضعیت اضطراری توسط کشتی‌های بریتانیایی مورد استفاده قرار می‌گیرند                  |
| IV   | توافق‌نامه به قوانین محلی احترام می‌گذارد                                                               |
| V    | رفتار برابر با هلندی و چینی                                                                           |
| VI   | پیمان در عرض دوازده ماه تصویب خواهد شد                                                                |
| VII  | هنگامی که این معاهده تصویب شد، بعداً با بازدیدکنندگان آینده بریتانیا اصلاح نخواهد شد                   |